# Болодурин, Иван Петрович
Иван Петрович Болодурин (1905—1943) — сержант Рабоче-крестьянской Красной Армии, участник Великой Отечественной войны, Герой Советского Союза (1943).

## Биография
Иван Болодурин родился 19 января (1 февраля) 1905 года в селе Старошешминск (ныне — Нижнекамский район Татарстана) в семье крестьянина. После окончания средней школы работал в одном из леспромхозов в Иркутской области. В 1931 году был призван на службу в Рабоче-крестьянскую Красную Армию Бодайбинским районным военным комиссариатом Иркутской области. В 1933 году был уволен в запас. В сентябре 1941 года был повторно призван в армию Биробиджанским районным военным комиссариатом Еврейской автономной области. С сентября 1943 года — на фронтах Великой Отечественной войны. К сентябрю 1943 года гвардии сержант Иван Болодурин командовал пулемётным отделением 234-го гвардейского стрелкового полка 76-й гвардейской стрелковой дивизии 61-й армии Центрального фронта. Отличился во время битвы за Днепр.
28 сентября 1943 года Болодурин в числе передовой группы из девяти солдат переправился через Днепр в Брагинском районе Гомельской области Белорусской ССР. В группу, помимо Болодурина, вошли также Георгий Масляков, Акан Курманов, Василий Русаков, Алексей Голоднов, Генрих Гендреус, Арсений Матюк, Иван Заулин, Пётр Сафонов. На западном берегу бойцы ворвались в немецкую траншею, захватили противотанковое орудие и пулемёт, после чего отразили контратаку вражеских сил численностью до роты. Своими действиями группа содействовала успешной переправе через Днепр 234-го гвардейского полка. 29 сентября 1943 года Болодурин погиб в бою. Похоронен в братской могиле в селе Мысы Репкинского района Черниговской области Украины.
Указом Президиума Верховного Совета СССР «О присвоении звания Героя Советского Союза генералам, офицерскому, сержантскому и рядовому составу Красной Армии» от 15 января 1944 года за «образцовое выполнение боевых заданий командования по форсированию реки Днепр и проявленные при этом мужество и героизм» гвардии сержант Иван Болодурин посмертно был удостоен высокого звания Героя Советского Союза. Также был награждён орденом Ленина и рядом медалей.

## Память
- Именем Болодурина названа улица в Нижнекамске[3].
- Мемориальная доска в честь Болодурина установлена в городе Нижнекамск, пр. Химиков, д. 16г.[4]
- И. П. Болодурину посвящена мемориальная стела у нижнекамского «Монумента павшим защитникам Родины в годы Великой Отечественной войны».
- 8 мая 2010 года в родном селе Болодурина — Старошешминске — была открыта посвящённая ему мемориальная доска[5].
- Вписан в памятную доску в мемориале «Герои Советского Союза Иркутской области, погибшие в Великой Отечественной войне» (Иркутск, ул. Ленина, д. 1А).[6]